# Drusenheim
Drusenheim (en alsacià Drüsenem) és un municipi francès, situat a la regió del Gran Est, al departament del Baix Rin. L'any 1999 tenia 4.723 habitants.
Forma part del cantó de Bischwiller, del districte de Haguenau-Wissembourg i de la Comunitat de comunes del Pays Rhénan.

## Demografia
| 1962  | 1968  | 1975  | 1982 | 1990  | 1999  |
| ----- | ----- | ----- | ---- | ----- | ----- |
| 2.907 | 3.335 | 3.827 | 4309 | 4.363 | 4.723 |

## Administració
| Període | Identitat    | Partit | Qualitat |  |
| ------- | ------------ | ------ | -------- |  |
| 2001-   | Jacky Keller |        |          |  |